# Giorgio Scalvini
Giorgio Scalvini (* 11. Dezember 2003 in Chiari) ist ein italienischer Fußballspieler. Der Innenverteidiger steht aktuell bei Atalanta Bergamo unter Vertrag.

## Karriere

### In den Vereinsmannschaften
Scalvini wechselte 2015 von Brescia Calcio in die Jugendabteilung von Atalanta Bergamo, die er bis 2021 durchlief. Bereits im November 2020 stand Scalvini sowohl in der Serie A als auch in der UEFA Champions League erstmals im Kader der Bergamasken, blieb jedoch ohne Einsatz. Nach der Aufnahme in den Profikader im Sommer 2021 durch Trainer Gian Piero Gasperini feierte Scalvini am 24. Oktober 2021 im Spiel gegen Udinese Calcio sein Debüt in der Serie A. Seinen ersten Treffer erzielte er am 18. April 2022 gegen Hellas Verona.
Mit Atalanta gewann Scalvini am 22. Mai 2024 die UEFA Europa League.

### In der Nationalmannschaft
Scalvini debütierte 2018 in der italienischen U15-Auswahl und kam in der Folge für verschiedene Juniorenteams zum Einsatz. Sein Debüt in der U21-Auswahl bestritt er am 16. November 2021 gegen Rumänien.
Im Januar 2022 lud Nationaltrainer Roberto Mancini zahlreiche Perspektivspieler zu einem Lehrgang der Italienischen Nationalmannschaft, an dem auch Scalvini teilnahm, ein. Im Juni 2022 wurde Scalvini in den Kader für die folgenden Spiele der UEFA Nations League 2022/23 berufen. Am 14. Juni 2022 debütierte Scalvini gegen Deutschland, als er in der Halbzeit eingewechselt wurde.
Scalvini wurde in den vorläufigen Kader für die Fußball-Europameisterschaft 2024 nominiert. Er konnte jedoch nicht am Turnier teilnehmen, da er sich am 2. Juni beim Serie A Nachholspiel gegen den AC Florenz das Kreuzband riss.

## Titel
International
- Europa-League-Sieger: 2024